# Mideline Phelizor
Mideline Phelizor (sinh ngày 16 tháng 10 năm 1995) là người mẫu và hoa hậu người Haiti, cô đăng quang cuộc thi Hoa hậu Hoàn vũ Haiti 2022. Cô đại diện cho Haiti tại Hoa hậu Hoàn vũ 2022 và lọt vào Top 16 chung cuộc.
Cô ấy trước đây là người chiến thắng Hoa hậu Siêu quốc gia Haiti năm 2018. Và cô đạt được giải phụ Top Model Caribbean tại Hoa hậu Siêu quốc gia 2018.

## Tiểu sử
Phelizor sinh ra và lớn lên ở Port-au-Prince nhưng quê cô ấy là Anse-à-veau. Cô là một sinh viên tốt nghiệp ngành khoa học pháp lý.

## Các cuộc thi sắc đẹp
Vào ngày 8 tháng 9 năm 2018, Phelizor cùng với 8 thí sinh khác trong vòng chung kết tại Hoa hậu Thế giới Haiti 2018. Cô đạt được vị trí Á hậu 1 và người chiến thắng là Stephie Morency. Vào ngày 7 tháng 12 năm 2018, Phelizor đại diện cho Haiti tại Hoa hậu Siêu quốc gia 2018 với 72 thí sinh khác tại Hala MOSiR Arena ở Łódź, Ba Lan, nơi cô không lọt vào Top 25 chung cuộc nhưng đã giành được giải thưởng Top Model Caribbean.
Vào ngày 12 tháng 8 năm 2022, Phelizor tranh tài với 8 thí sinh khác trong vòng chung kết cuộc thi Hoa hậu Haiti 2022 tại Hotel Villa Cana ở Cap-Haitien. Cô ấy giành được danh hiệu và được trao vương miện bởi Pascale Bélony. Cô được quyền đại diện cho Haiti tại Hoa hậu Hoàn vũ 2022 được tổ chức tại New Orleans vào ngày 14 tháng 1 năm 2023. Vào đêm chung kết cô lọt vào Top 16 chung cuộc.